# Hibbertia obtusifolia
Hibbertia obtusifolia är en tvåhjärtbladig växtart som beskrevs av Dc. Hibbertia obtusifolia ingår i släktet Hibbertia och familjen Dilleniaceae. Inga underarter finns listade i Catalogue of Life.

## Bildgalleri

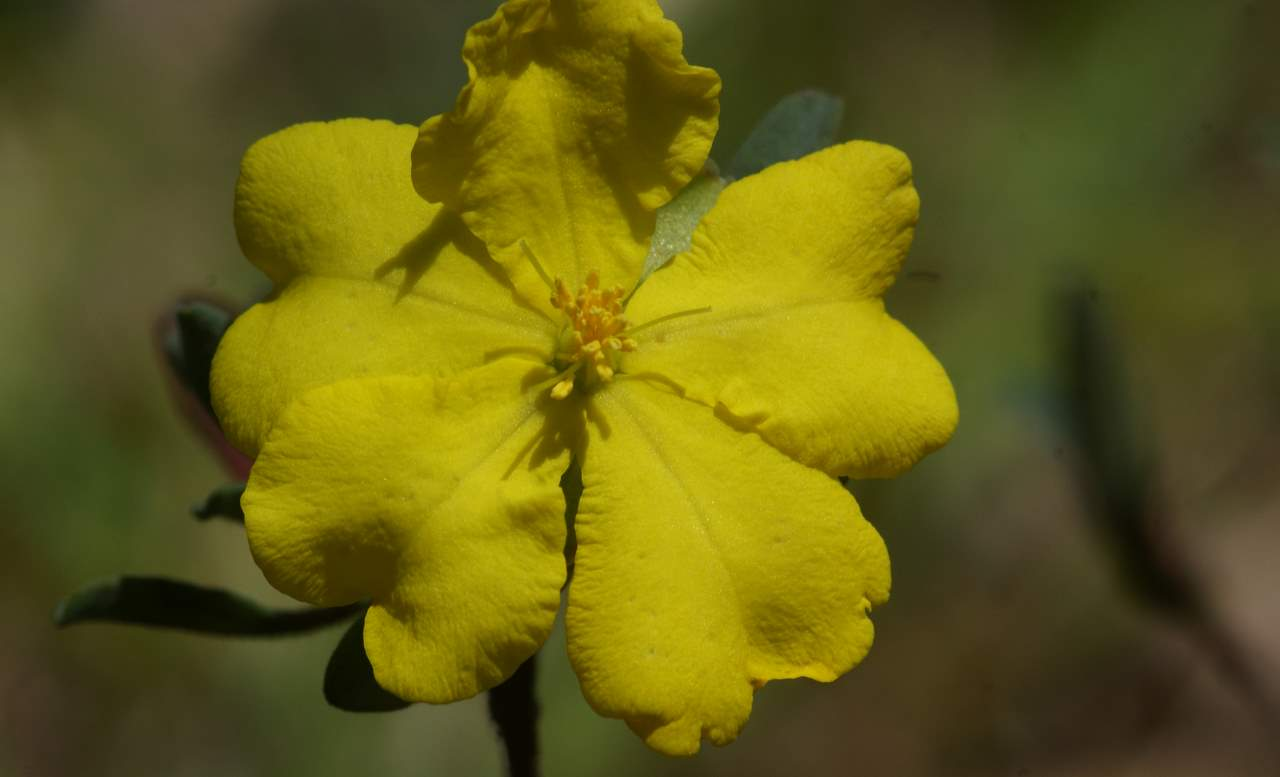